# Eunidia albovariegata
Eunidia albovariegata là một loài bọ cánh cứng trong họ Cerambycidae.